# Inkarikets arkitektur

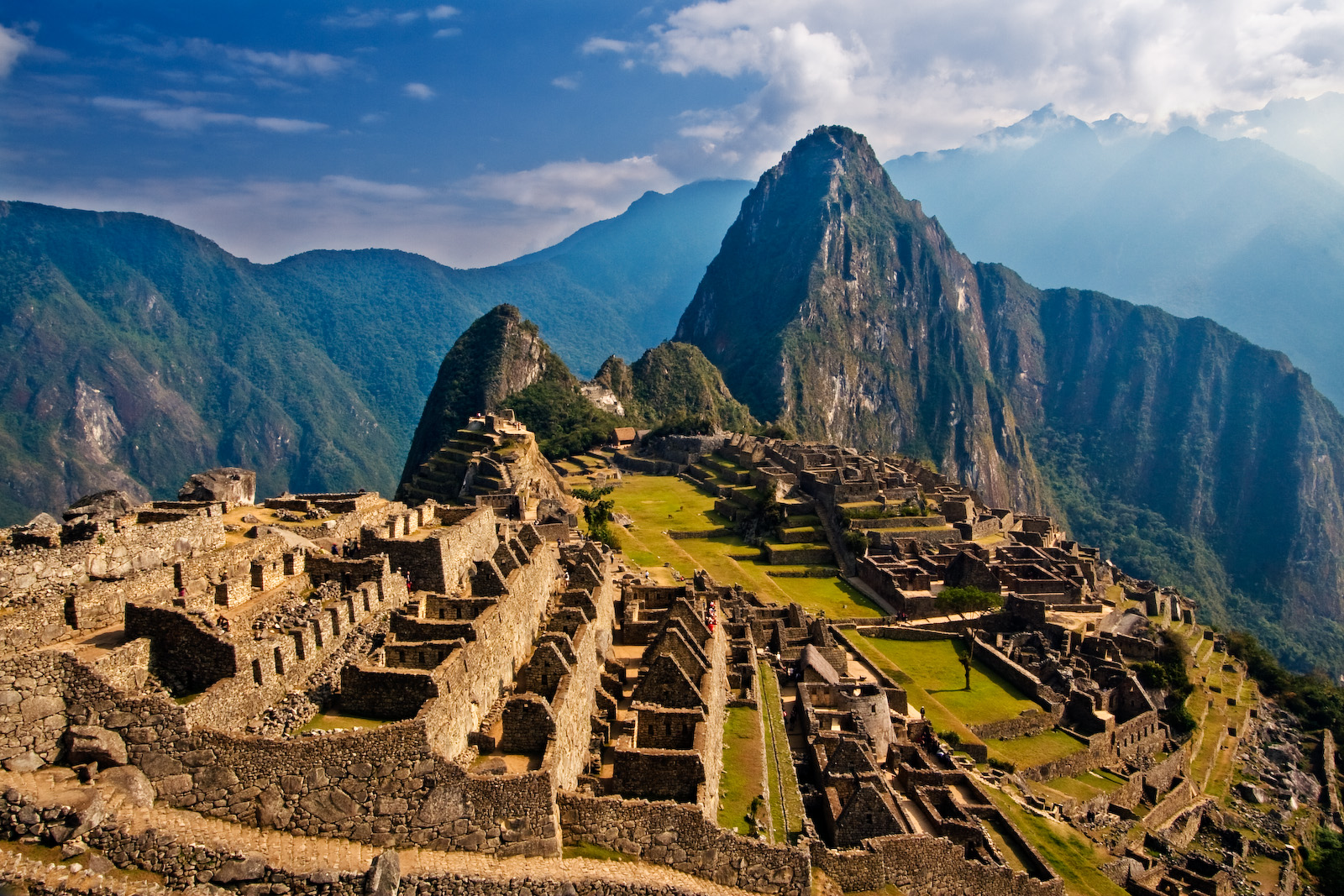
Machu Picchu, en representativ konstruktion från Tahuantinsuyu, ligger på sluttningarna av två berg: Machu Picchu och Huayna Picchu.

Inkarikets arkitektur är den arkitektoniska stil som gällde under Inkariket, särskilt för tiden från Pachakutiq till den spanska erövringen av Peru, det vill säga åren 1433-1533.
Den arkitektur som utvecklades under inkaperioden kännetecknas av dess noggrannhet, dess soliditet, dess symmetri och strävan att harmonisera konstruktionerna med landskapet. Det huvudsakliga materialet som användes var sten. Inka utvecklade tekniker för att bygga enorma murar, mosaiker som består av snidade stenblock som passar ihop. Block var så stora att det är svårt att föreställa sig hur de kom på plats. De bästa exemplen på denna färdighet finns i Cusco.

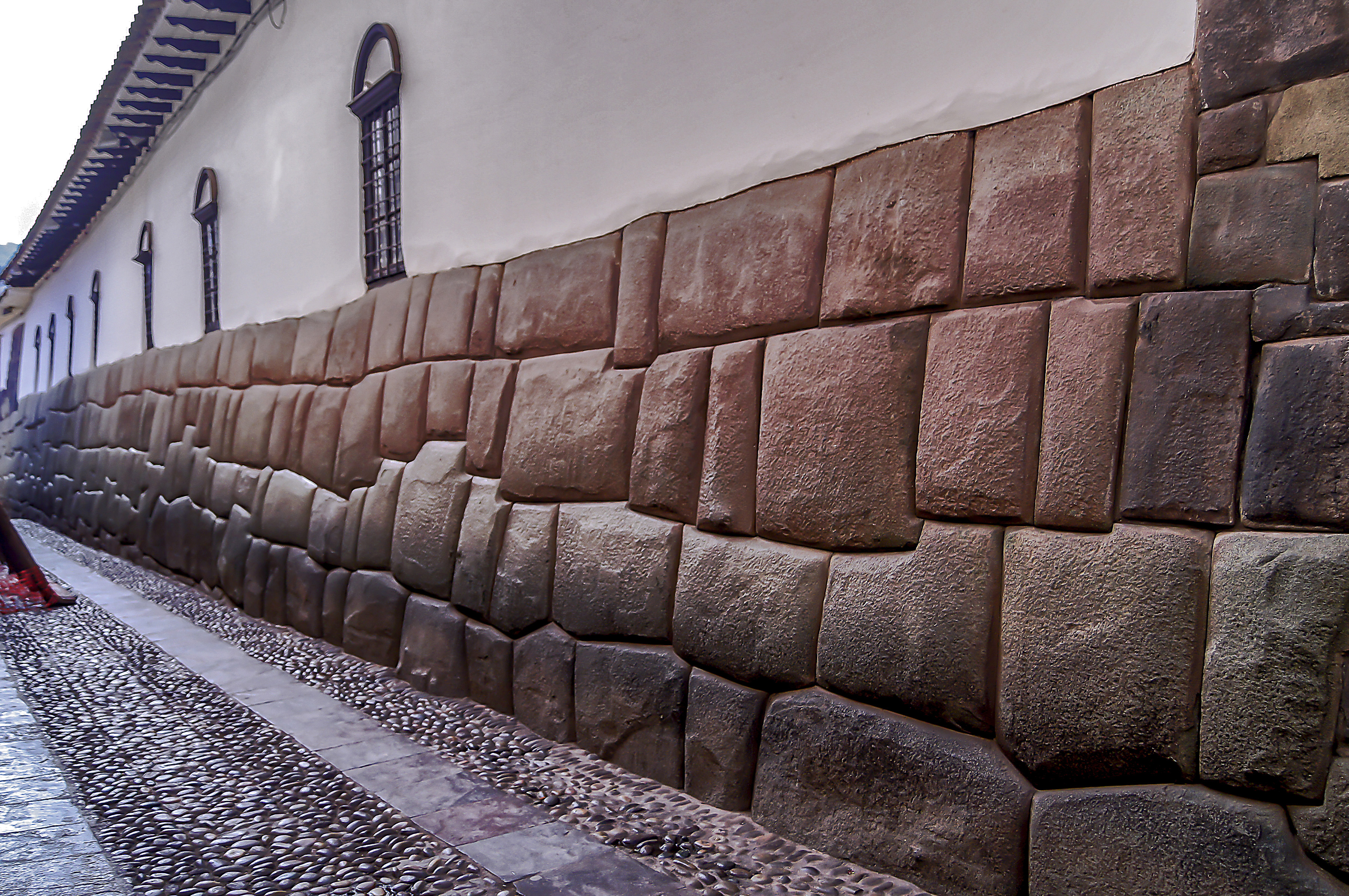
Stenmur i Cusco, gatan Hatunrumiyoq.